# Hazaribag
Hazaribag (ang. Hazaribagh) – miasto w Indiach, na wyżynie Ćhota Nagpur, w stanie Jharkhand. W 2001 r. miasto to zamieszkiwało 127,243 osób.
W mieście rozwinął się przemysł spożywczy, szklarski oraz koksochemiczny.